# Кубок Азії з футболу 1992
Кубок Азії 1992 — футбольний турнір серед азійських збірних. Дев'ятий за ліком Кубок Азії. Фінальний етап проходив у Префектурі Хіросіма в Японії з 29 жовтня по 8 листопада 1992 року на трьох стадіонах у містах Хіросіма та Ономіті. Трофей завоювали господарі, збірна Японії, для якої це став перший виграний Кубок Азії.

## Кваліфікація
- Японія кваліфікувалася як господар
- Саудівська Аравія кваліфікувалася як переможець попереднього кубку.

Окрім них кваліфікувалися:
- КНР
- Іран
- Північна Корея
- Катар
- Таїланд
- ОАЕ

## Стадіони
| Район Аса-Мінамі (Хіросіма) | Ономіті                  | Район Нісі (Хіросіма) |
| --------------------------- | ------------------------ | --------------------- |
| Хіросіма Біг Арч            | Атлетичний стадіон Бінго | Хіросіма              |
| Місткість: 50,000           | Місткість: 9,245         | Місткість: 13,800     |
|                             |                          |                       |

## Фінальний турнір
Час усіх матчів зазначений за Японським часом (UTC+9)

### Група А
| Збірна         | О | І | В | Н | П | ГЗ | ГП | РГ |
| -------------- | - | - | - | - | - | -- | -- | -- |
| Японія         | 5 | 3 | 1 | 2 | 0 | 2  | 1  | +1 |
| ОАЕ            | 5 | 3 | 1 | 2 | 0 | 2  | 1  | +1 |
| Іран           | 4 | 3 | 1 | 1 | 1 | 2  | 1  | +1 |
| Північна Корея | 1 | 3 | 0 | 1 | 2 | 2  | 5  | −3 |

| 1992-10-30 17:00 |

| Північна Корея | 0–2      | Іран                 |
| -------------- | -------- | -------------------- |
|                | Протокол | Піус 30' Гаєгран 80' |

| Атлетичний стадіон Бінго, Ономіті Глядачів: 8,000 Арбітр: Омер аль-Механна (Саудівська Аравія) |

| 1992-10-30 19:00 |

| Японія | 0–0      | ОАЕ |
| ------ | -------- | --- |
|        | Протокол |     |

| Атлетичний стадіон Бінго, Ономіті Глядачів: 10,000 Арбітр: Вей Цзихун (Китай) |

| 1992-11-01 12:00 |

| Іран | 0–0      | ОАЕ |
| ---- | -------- | --- |
|      | Протокол |     |

| Хіросіма Біг Арч, Хіросіма Глядачів: 25,000 Арбітр: Джамаль аль-Шаріф (Сирія) |

| 1992-11-01 14:00 |

| Японія       | 1–1      | Північна Корея          |
| ------------ | -------- | ----------------------- |
| Накаяма) 80' | Протокол | Кім Гван Мін 29' (пен.) |

| Хіросіма Біг Арч, Хіросіма Глядачів: 32,000 Арбітр: Рашид аль-Джассас (Кувейт) |

| 1992-11-03 12:00 |

| ОАЕ                   | 2–1      | Північна Корея   |
| --------------------- | -------- | ---------------- |
| Х. Саад 81' Бахіт 85' | Протокол | Кім Гван Мін 69' |

| Хіросіма Біг Арч, Хіросіма Глядачів: 33,000 Арбітр: Неджі Джуїні (Туніс) |

| 1992-11-03 14:00 |

| Японія    | 1–0      | Іран |
| --------- | -------- | ---- |
| Міура 87' | Протокол |      |

| Хіросіма Біг Арч, Хіросіма Глядачів: 37,000 Арбітр: Джамаль аль-Шаріф (Сирія) |

### Група B
| Збірна            | О | І | В | Н | П | ГЗ | ГП | РГ |
| ----------------- | - | - | - | - | - | -- | -- | -- |
| Саудівська Аравія | 5 | 3 | 1 | 2 | 0 | 6  | 2  | +4 |
| КНР               | 5 | 3 | 1 | 2 | 0 | 3  | 2  | +1 |
| Катар             | 2 | 3 | 0 | 2 | 1 | 3  | 4  | −1 |
| Таїланд           | 2 | 3 | 0 | 2 | 1 | 1  | 5  | −4 |

| 1992-10-29 17:00 |

| Саудівська Аравія | 1–1      | КНР        |
| ----------------- | -------- | ---------- |
| ат-Тунаян 17'     | Протокол | Лі Бін 41' |

| Хіросіма Біг Арч, Хіросіма Глядачів: 15,000 Арбітр: Сінітіро Обата (Японія) |

| 1992-10-29 19:00 |

| Таїланд         | 1–1      | Катар    |
| --------------- | -------- | -------- |
| Ареснгаркул 42' | Протокол | Суфі 81' |

| Хіросіма Біг Арч, Хіросіма Глядачів: 21,000 Арбітр: Хоссейн Хошхан (Іран) |

| 1992-10-31 13:00 |

| Саудівська Аравія | 1–1      | Катар       |
| ----------------- | -------- | ----------- |
| аль-Муваллід 86'  | Протокол | Мустафа 74' |

| Стадіон Хіросіма, Хіросіма Глядачів: 4,000 Арбітр: Неджі Джуїні (Туніс) |

| 1992-10-31 15:00 |

| КНР | 0–0      | Таїланд |
| --- | -------- | ------- |
|     | Протокол |         |

| Стадіон Хіросіма, Хіросіма Глядачів: 5,000 Арбітр: Нох Бен Ір (Південна Корея) |

| 1992-11-02 17:00 |

| Саудівська Аравія                              | 4–0      | Таїланд |
| ---------------------------------------------- | -------- | ------- |
| аль-Овайран 4' аль-Біші 19', 72' ат-Тунаян 64' | Протокол |         |

| Атлетичний стадіон Бінго, Ономіті Глядачів: 4,000 Арбітр: Алі Буджсаїм (ОАЕ) |

| 1992-11-02 19:00 |

| Катар           | 1–2      | КНР                |
| --------------- | -------- | ------------------ |
| аль-Сулайті 20' | Протокол | Пен Вейго 44', 58' |

| Атлетичний стадіон Бінго, Ономіті Глядачів: 4,500 Арбітр: Бадара Сене (Сенегал) |

## Плей-оф
|  | Півфінали              | Півфінали              |   |                        | Фінал                  | Фінал |  |
|  |                        |                        |   |                        |                        |       |  |
|  | 6 листопада - Хіросіма |                        |   |                        |                        |       |  |
|  | Японія                 | 3                      |   |                        |                        |       |  |
|  | КНР                    | 2                      |   |                        |                        |       |  |
|  |                        |                        |   |                        |                        |       |  |
|  |                        |                        |   |                        | 8 листопада — Хіросіма |       |  |
|  |                        |                        |   |                        | Японія                 | 1     |  |
|  |                        | Саудівська Аравія      | 0 |                        |                        |       |  |
|  |                        |                        |   |                        |                        |       |  |
|  |                        |                        |   |                        |                        |       |  |
|  |                        |                        |   |                        | Матч за третє місце    |       |  |
|  | 6 листопада — Хіросіма | 6 листопада — Хіросіма |   | 8 листопада — Хіросіма | 8 листопада — Хіросіма |       |  |
|  | Саудівська Аравія      | 2                      |   | КНР (пен.)             | 1 (4)                  |       |  |
|  | ОАЕ                    | 0                      |   |                        | ОАЕ                    | 1 (3) |  |

### Півфінали
| 1992-11-06 16:30 |

| Японія                                | 3–2      | КНР                     |
| ------------------------------------- | -------- | ----------------------- |
| Фукуда 48' Кітадзава 57' Накаяма) 84' | Протокол | Се Юйсінь 1' Лі Сяо 70' |

| Стадіон Хіросіма, Хіросіма Глядачів: 15,000 Арбітр: Хоссейн Хошхан (Іран) |

| 1992-11-06 19:00 |

| Саудівська Аравія            | 2–0      | ОАЕ |
| ---------------------------- | -------- | --- |
| аль-Овайран 77' аль-Біші 80' | Протокол |     |

| Стадіон Хіросіма, Хіросіма Глядачів: 12,000 Арбітр: Рашид аль-Джассас (Кувейт) |

### Матч за 3-є місце
| 1992-11-08 12:00 |

| КНР            | 1–1      | ОАЕ        |
| -------------- | -------- | ---------- |
| Хао Хайдун 15' | Протокол | Ісмаїл 10' |

| Хіросіма Біг Арч, Хіросіма Глядачів: 40,000 Арбітр: Неджі Джуїні (Туніс) |

|  |     | Пенальті |
|  | 4–3 |          |

### Фінал
| 1992-11-08 14:35 |

| Японія     | 1–0      | Саудівська Аравія |
| ---------- | -------- | ----------------- |
| Такагі 36' | Протокол |                   |

| Хіросіма Біг Арч, Хіросіма Глядачів: 60,000 Арбітр: Джамаль аль-Шаріф (Сирія) |

## Бомбардири
| 3 голи - Фахад аль-Біші 2 голи - Пен Вейго - Масасі Накаяма - Кім Гван Мін - Саїд аль-Овайран - Юсуф ат-Тунаян | 1 гол - Се Юйсінь - Лі Бін - Лі Сяо - Хао Хайдун - Сірус Гаєгран - Фаршад Піус - Кадзуйосі Міура - Масахіро Фукуда - Цуйоші Кітадзава - Такуя Такагі - Мубарак Мустафа - Халіфа аль-Сулайті - Махмуд Суфі - Халід аль-Муваллід - Таніс Ареснгаркул - Халід Ісмаїл - Хаміс Саад - Зухаїр Бахіт |

## Нагороди

### Переможець
| Переможець Кубку Азії 1992 |
| -------------------------- |
| Японія Перший титул        |

### Індивідуальні нагороди
| Найкращий бомбардир     | Найбільш цінний гравець |
| ----------------------- | ----------------------- |
| Фахад аль-Біші (3 голи) | Кадзуйосі Міура         |

## Підсумкова таблиця
| Pos               | Збірна            | І | В | Н | П | ГЗ | ГП | РГ | О |       |
| ----------------- | ----------------- | - | - | - | - | -- | -- | -- | - | ----- |
| 1                 | Японія            | 5 | 3 | 2 | 0 | 6  | 3  | +3 | 8 | 80.0% |
| 2                 | Саудівська Аравія | 5 | 2 | 2 | 1 | 8  | 3  | +5 | 6 | 60.0% |
| 3                 | КНР               | 5 | 1 | 3 | 1 | 6  | 6  | 0  | 5 | 50.0% |
| 4                 | ОАЕ               | 5 | 1 | 3 | 1 | 3  | 4  | −1 | 5 | 50.0% |
| Не вийшли з групи |                   |   |   |   |   |    |    |    |   |       |
| 5                 | Іран              | 3 | 1 | 1 | 1 | 2  | 1  | +1 | 3 | 50.0% |
| 6                 | Катар             | 3 | 0 | 2 | 1 | 3  | 4  | −1 | 2 | 33.3% |
| 7                 | Таїланд           | 3 | 0 | 2 | 1 | 1  | 5  | −4 | 2 | 33.3% |
| 8                 | Північна Корея    | 3 | 0 | 1 | 2 | 2  | 5  | −3 | 1 | 16.7% |